# Priješke lavandijere
Priješke lavandijere (preške pralje) - U 19. i početkom 20. stoljeća mnoge su mještanke Preka zarađivale za život svojih obitelji pranjem rublja zadarskoj gospodi. O teškom životu preških pralja svjedoči i tragična smrt 16 lavandijera dana 2. studenog 1891. godine koje su stradale u prevrtanju broda kojim se u Zadar prevozilo čisto rublje spremno za isporuku njihovim vlasnicima.
Lavandijere su po rublje odlazile u ponedjeljak a opranu i izglačanu robu su vlasnicima vraćale u subotom brodovima na jedra ili vesla. Rublje se pralo u posudama (kabao, maštil) uz pomoć pepela i sapuna iz kućne radinosti. Nakon pranja u posudama rublje se nosilo do morske obale na izvor vode gdje se je ispiralo.

## Pogibija šesnaest lavandijera
Dana 2. studenoga 1891. u 7 sati prevrtanjem brodića kojim su lavandijere prenosile rublje u Zadar smrtno je stradalo 16 lavandijera. Nedaleko od otočića Galevca (Školjića), brod se pod udarom orkanskog juga nagnuo te prevrnuo i potonuo na dubinu od tri metra. Od 31 putnika, sedam muškaraca i 24 žene (pralje), stradale su one pralje koje su bile u unutrašnjosti broda, zatvorene palubskim poklopcem koji je štitio njih i rublje od nevremena. Najstarija lavandijera imala je 75 godina a najmlađa 14, a među poginulim lavandijerama bile su i dvije trudnice. Poimenice poginule lavandijere su: Matija Babin, Jakova Dorkin, Ivana Dorkin, Luce Dorkin, Tomica Dorkin, Tonina Dorkin, Gašpa Jurin, Bara Jurin, Ivana Lovrić, Šimica Lovrić, Matija Markulin, Matija Martinov, Stoša Mašina, Gašpa Matacin, Tomica Matacin i Kate Mazić. 

## Spomen
- Spomen-obilježje na Galovcu
- Šesnaest lavandijera, skladba Stjepana Benzona i Ivice Stamaća, na Melodijama Jadrana 1968. u Splitu izveo ju je Vice Vukov
- Rekvijem za šesnaest lavandijera (1991.), glazbeno-scensko djelo Slavka Govorčina i Ive Nižića
- Naša mati (2001.), spomenik kipara Anselma Dorkina, postavljen na Vruljici u Preku (mjestu gdje su lavandijere prale robu)
- Umorne ruke (2014.), fotomonografija Senka Sorića[1]
- Bijele ribice lavandijerice (2021.), ilustrirana pripovijetka Manuele Vladić-Maštruko[2]

## Vanjske poveznice
Mrežna mjesta
- Misno slavlje povodom 130. godišnjice pogibije 16 preških lavandijera, Informativna katolička agencija, 4. studenoga 2021.